# Spilosoma punctaria
Spilosoma punctaria là một loài bướm đêm thuộc phân họ Arctiinae, họ Erebidae.